# Quốc lộ 6 (Hàn Quốc)

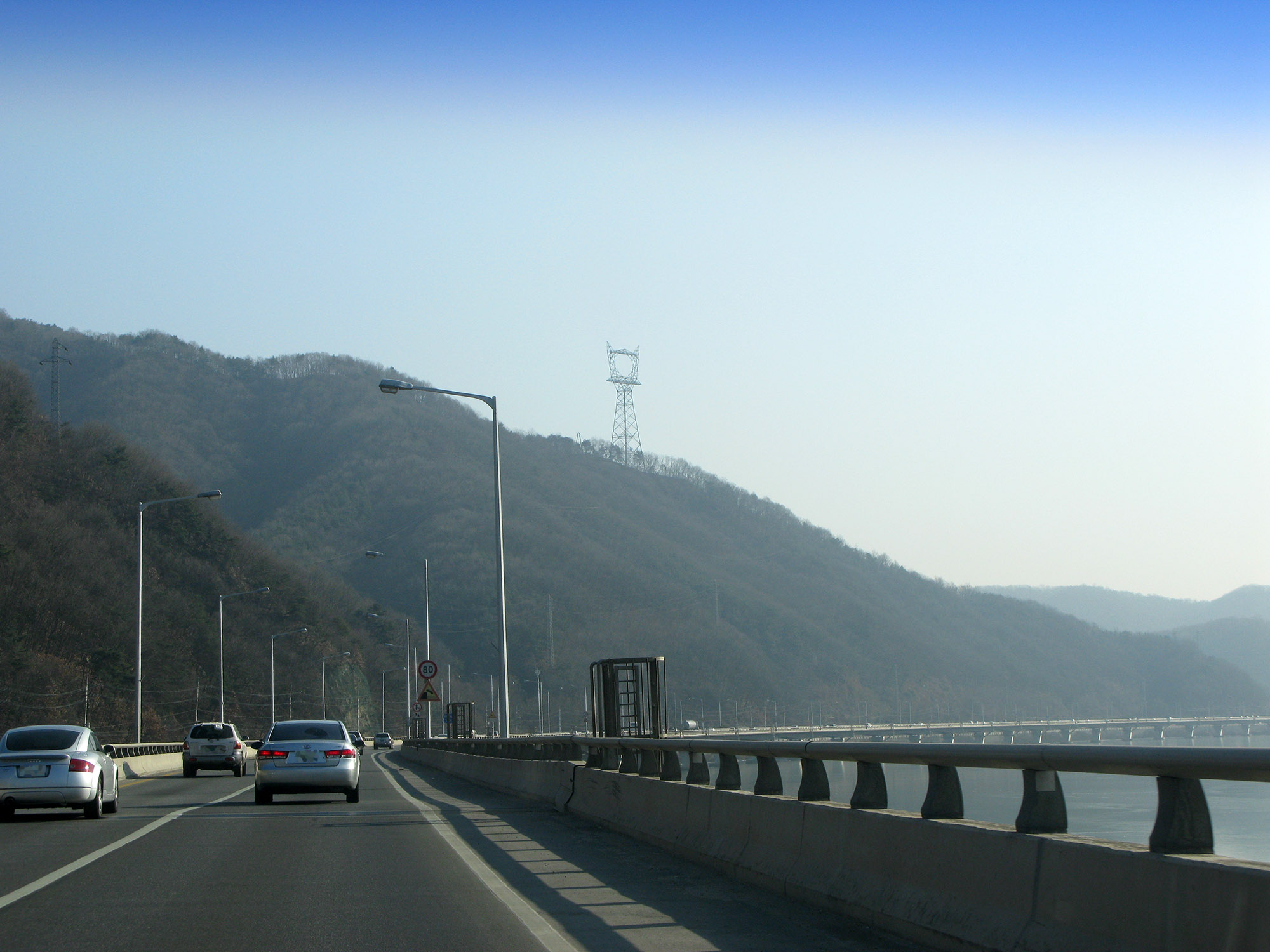
Quốc lộ 6 tại Yangseo, Yangpyeong, tỉnh Gyeonggi

Quốc lộ 6 (Hangul: 국도 제6호선; Gukdo Je Yuk(6) Hoseon) là một đường cao tốc chính ở Hàn Quốc. Nó nối Incheon với thành phố Gangneung, tỉnh Gangwon,

## Thông tin tuyến đường
- Dài: 277 km (172 mi)
- Nguồn: Jung-gu, Incheon
- Trạm cuối:Gangneung, tỉnh Gangwon (kết thúc tại Yeongok JC, giao với Quốc lộ 7)
- Thành phố chính: Bucheon, Seoul, Guri, Namyangju, Yangpyeong, Hoengseong